# Peer Gynt (Grieg)
Peer Gynt (/ˈpeːr ˈɡʏnt/), op. 23, es una composición musical para escenografía (o música incidental) para recitadores, solistas vocales, coro y orquesta del compositor romántico Edvard Grieg, aunque entre el gran público se han hecho más famosas las dos suites que el propio autor escribió, la Suite n.º 1 op. 46  y n.º 2 op. 55, para la obra Peer Gynt del dramaturgo noruego Henrik Ibsen. 
Escrita en 1875 y estrenada junto con la obra el 24 de febrero de 1876, la partitura de la obra tenía un total de veintitrés movimientos, y más tarde, en 1888 y 1891, Grieg extrajo varios movimientos, hasta dejar los ocho definitivos, divididos en dos grupos: Suite n.º 1 op. 46 y Suite n.º 2 op. 55.

## Suite n.º 1 op. 46
1. La mañana
2. La muerte de Åase
3. La Danza de Anitra
4. En la gruta del rey de la montaña

## Suite n.º 2 op. 55
1. El rapto de la novia
2. Danza Arábiga
3. El retorno de Peer Gynt
4. La canción de Solveig

## Versiones de otros artistas
- En la gruta del rey de la montaña, cuarta pieza de la primera suite de Peer Gynt, fue utilizada en 1931 para la película M, el vampiro de Düsseldorf, de Fritz Lang, y por Rick Wakeman en su Journey to the Centre of the Earth (1973).
- El mismo tema es retomado en el videojuego Doriath (1982) y Manic Miner (1983).
- Otra versión de la misma obra está incluida en el álbum The Circus del dúo británico de synthpop Erasure y en el álbum Hall Of The Mountain King del grupo de heavy metal Savatage, ambos del año 1987.
- Greg Lake empleaba la «Canción de Solveig» con letra suya en inglés y el título The Sage en Pictures at an Exhibition
- El grupo de hard rock TNT en el tema "End of the line" de su álbum "Intuition" de 1989 interpreta la melodía de la «Canción de Solveig».
- En 1995, Ritchie Blackmore la recreó en el último trabajo de Rainbow, Stranger in us all.
- En 1997 Wolf Hoffmann, guitarrista de la banda Accept, en su álbum Classical, hizo las versiones de "En la gruta del rey de la montaña" y "Canción de Solveig".
- Además, la banda finlandesa Apocalyptica hizo una versión de ésta en su álbum de 2001 Cult. The Who, por otro lado, cuenta con su propia versión, aparecida en The Who Sell Out.
- En 2001, esta pieza se utilizó en la película Rat Race (Ratas a la Carrera) en la escena del aeropuerto.
- En 2010, una modificación de esta pieza fue parte de la banda sonora de la película The social network. Además, es notoría la similitud de esta composición con el tema central de la serie animada "El Inspector Gadget".
- El tema «Tapt ap Hav» (2005) de la banda noruega Midnattsol está basada en la «Canción de Solveig» e incluye la letra de Henrik Ibsen interpretada por Carmen Elise Espenæs.
- La canción «Forever» del disco Karma de la banda Kamelot está basada en la «Canción de Solveig».
- El tema «Oppunder Skrentvillmark» de la banda noruega Storm está basado en la «Canción de Solveig» interpretado por Kari Rueslåtten
- Existe una versión para formaciones de viento-metal, que se interpreta en procesiones de Semana Santa en España:
- La Estudiantina de la Universidad de Guanajuato en su Álbum "Despierta Paloma" incluye su versión de La Danza de Anitra's